# Toevlucht (boeddhisme)
Het 'nemen van toevlucht' wordt gebruikt als belangrijkste criterium van het boeddhist zijn. Boeddhisten nemen namelijk toevlucht in de zogenaamde Drie Juwelen; de Boeddha, zijn leer Dharma en de spirituele gemeenschap Sangha.